# Lijst van voorzitters van de Staatsraad van Neuchâtel
Dit is de lijst van voorzitters van de Staatsraad van Neuchâtel.
Het kanton Neuchâtel is sinds 12 september 1814 lid van de Zwitserse federatie. Tot 1848 was de koning van Pruisen tevens soeverein prins van Neuchâtel. Tijdens een revolutie in maart 1848 werd de monarchie afgeschaft en werd Neuchâtel een republiek (République et canton de Neuchâtel). Pas in 1857 trad de koning van Pruisen formeel af als soeverein prins.
| Jaar         | Persoon                                                                                | Partij     |
| ------------ | -------------------------------------------------------------------------------------- | ---------- |
| 1848 - 1860  | Alexis-Marie Piaget (Van 2 maart tot 4 mei 1848 voorzitter van de Voorlopige Regering) | PRD        |
| 1860 - 1861  | Louis Denzler                                                                          | PRD        |
| 1861 - 1862  | Marcelin Jeanrenaud                                                                    | PRD        |
| 1862 - 1863  | Alexis-Marie Piaget                                                                    | PRD        |
| 1863 - 1864  | Frédéric-Auguste Monnier                                                               | PRD        |
| 1864 - 1865  | Marcelin Jeanrenaud                                                                    | PRD        |
| 1865 - 1866  | Henri Touchon                                                                          | PRD        |
| 1866 - 1867  | Alexis-Marie Piaget                                                                    | PRD        |
| 1867 - 1868  | Eugène Borel                                                                           | PRD        |
| 1868 - 1869  | Alexis-Marie Piaget                                                                    | PRD        |
| 1869 - 1870  | Frédéric-Auguste Monnier                                                               | PRD        |
| 1870 - 1871  | Eugène Borel                                                                           | PRD        |
| 1871 - 1872  | Georges Guillaume                                                                      | PRD        |
| 1872 - 1873  | Henri Touchon                                                                          | PRD        |
| 1873 - 1874  | Émile Tripet                                                                           | PRD        |
| 1874 - 1875  | Auguste Cornaz                                                                         | PRD        |
| 1875 - 1876  | Louis Clerc-Leuba                                                                      | PRD        |
| 1876 - 1878  | Jules Philippin                                                                        | PRD        |
| 1878 - 1879  | Émile Tripet                                                                           | PRD        |
| 1879 - 1880  | Auguste Cornaz                                                                         | PRD        |
| 1880 - 1881  | Robert Comtesse                                                                        | PRD        |
| 1881 - 1882  | Albert-Louis Roulet                                                                    | PRD        |
| 1882         | Jules Philippin †                                                                      | PRD        |
| 1883 - 1884  | Robert Comtesse                                                                        | PRD        |
| 1884 - 1885  | Auguste Cornaz                                                                         | PRD        |
| 1885 - 1886  | Robert Comtesse                                                                        | PRD        |
| 1886 - 1887  | Auguste Cornaz                                                                         | PRD        |
| 1887 - 1888  | Charles-Alfred Petitpierre-Steiger                                                     | PRD        |
| 1888 - 1889  | Numa Grether                                                                           | PRD        |
| 1889 - 1890  | Robert Comtesse                                                                        | PRD        |
| 1890 - 1891  | John Clerc                                                                             | PRD        |
| 1891 - 1892  | Auguste Cornaz                                                                         | PRD        |
| 1892 - 1893  | Charles-Alfred Petitpierre-Steiger                                                     | PRD        |
| 1893 - 1894  | Robert Comtesse                                                                        | PRD        |
| 1894 - 1895  | Jules Morel                                                                            | PRD        |
| 1895 - 1896  | Frédéric-Auguste Monnier                                                               | PRD        |
| 1896 - 1897  | John Clerc                                                                             | PRD        |
| 1897 - 1898  | Charles-Alfred Petitpierre-Steiger                                                     | PRD        |
| 1898 - 1899  | Robert Comtesse                                                                        | PRD        |
| 1899 - 1900  | Jean-Édouard Berthoud                                                                  | PRD        |
| 1900 - 1901  | Frédéric Soguel                                                                        | PRD        |
| 1901 - 1902  | Louis Édouard Droz                                                                     | PLS        |
| 1902 - 1903  | Édouard Quartier-la-Tente                                                              | PRD        |
| 1903 - 1904  | Auguste Pettavel                                                                       | PRD        |
| 1904 - 1905  | Jean-Édouard Berthoud                                                                  | PRD        |
| 1905 - 1906  | Louis Perrier                                                                          | PRD        |
| 1906 - 1907  | Louis Édouard Droz                                                                     | PLS        |
| 1907 - 1908  | Édouard Quartier-la-Tente                                                              | PRD        |
| 1908 - 1909  | Auguste Pettavel                                                                       | PRD        |
| 1909 - 1910  | Louis Perrier                                                                          | PRD        |
| 1910 - 1911  | Louis Édouard Droz                                                                     | PLS        |
| 1911 - 1912  | Édouard Quartier-la-Tente                                                              | PRD        |
| 1912 - 1913  | Auguste Pettavel                                                                       | PRD        |
| 1913 - 1915  | Henri Calame                                                                           | PRD        |
| 1915 - 1916  | Édouard Quartier-la-Tente                                                              | PRD        |
| 1916 - 1917  | Auguste Pettavel                                                                       | PRD        |
| 1917 - 1918  | Alfred Calame                                                                          | PRD        |
| 1918 - 1919  | Alfred Clottu                                                                          | PLS        |
| 1919 - 1920  | Henri Calame                                                                           | PRD        |
| 1920 - 1921  | Édouard Quartier-la-Tente                                                              | PRD        |
| 1921 - 1922  | Ernest Béguin                                                                          | PRD        |
| 1922 - 1923  | Edgar Louis Renaud                                                                     | PPN        |
| 1923 - 1924  | Alfred Clottu                                                                          | PLS        |
| 1924 - 1925  | Henri Calame                                                                           | PRD        |
| 1925 - 1926  | Ernest Béguin                                                                          | PRD        |
| 1926 - 1927  | Edgar Louis Renaud                                                                     | PPN        |
| 1927 - 1928  | Alfred Clottu                                                                          | PLS        |
| 1928 - 1929  | Henri Calame                                                                           | PRD        |
| 1929 - 1930  | Antoine Borel                                                                          | PLS        |
| 1930 - 1931  | Ernest Béguin                                                                          | PRD        |
| 1931 - 1932  | Edgar Louis Renaud                                                                     | PPN        |
| 1932 - 1933  | Alfred Clottu                                                                          | PLS        |
| 1933 - 1934  | Antoine Borel                                                                          | PLS        |
| 1934 - 1935  | Ernest Béguin                                                                          | PRD        |
| 1935 - 1936  | Alfred Guinchard                                                                       | PRD        |
| 1936 - 1937  | Edgar Louis Renaud                                                                     | PPN        |
| 1937 - 1938  | Jean Humbert-Droz                                                                      | PLS        |
| 1938 - 1939  | Antoine Borel                                                                          | PLS        |
| 1939 - 1940  | Ernest Béguin                                                                          | PRD        |
| 1940 - 1941  | Alfred Guinchard                                                                       | PRD        |
| 1941 - 1942  | Edgard Louis Renaud                                                                    | PPN        |
| 1942 - 1943  | Jean Humbert-Droz                                                                      | PLS        |
| 1943 - 1944  | Jean-Louis Barrelet                                                                    | PRD        |
| 1944 - 1945  | Camille Brandt                                                                         | PS         |
| 1945 - 1946  | Léo-Pierre DuPasquier                                                                  | Ra         |
| 1946 - 1947  | Jean Humbert-Droz                                                                      | PLS        |
| 1947 - 1948  | Jean-Louis Barrelet                                                                    | PRD        |
| 1948 - 1949  | Camille Brandt                                                                         | PS         |
| 1949 - 1950  | Pierre-Auguste Leuba                                                                   | PRD        |
| 1950 - 1951  | Jean Humbert-Droz                                                                      | PLS        |
| 1951 - 1952  | Jean-Louis Barrelet                                                                    | PRD        |
| 1952 - 1953  | Edmond Guinand                                                                         | PPN        |
| 1953 - 1954  | Pierre-Auguste Leuba                                                                   | PRD        |
| 1954 - 1955  | Jean-Louis Barrelet                                                                    | PRD        |
| 1955 - 1956  | Edmond Guinand                                                                         | PPN        |
| 1956 - 1957  | Gaston Clottu                                                                          | PLS        |
| 1957 - 1958  | André Sandoz                                                                           | PS         |
| 1958 - 1959  | Pierre-Auguste Leuba                                                                   | PRD        |
| 1959 - 1960  | Jean-Louis Barrelet                                                                    | PRD        |
| 1960 - 1961  | Edmond Guinand                                                                         | PPN        |
| 1961 - 1962  | Gaston Clottu                                                                          | PLS        |
| 1962 - 1963  | Pierre-Auguste Leuba                                                                   | PRD        |
| 1963 - 1964  | Jean-Louis Barrelet                                                                    | PRD        |
| 1964 - 1965  | Fritz Bourquin                                                                         | PS         |
| 1965 - 1966  | Gaston Clottu                                                                          | PLS        |
| 1966 - 1967  | Jean-Louis Barrelet                                                                    | PRD        |
| 1967 - 1968  | Fritz Bourquin                                                                         | PS         |
| 1968 - 1969  | Carlos Grosjean                                                                        | PRD        |
| 1969 - 1970  | Rémy Schläppy                                                                          | PS         |
| 1970 - 1971  | Carlos Grosjean                                                                        | PRD        |
| 1971 - 1972  | Jacques Béguin                                                                         | PPN        |
| 1972 - 1973  | François Jeanneret                                                                     | PLS        |
| 1973 - 1974  | René Meylan                                                                            | PS         |
| 1974 - 1975  | Carlos Grosjean                                                                        | PRD        |
| 1975 - 1976  | Rémy Schläppy                                                                          | PS         |
| 1976 - 1977  | Jacques Béguin                                                                         | PPN        |
| 1977 - 1978  | François Jeanneret                                                                     | PLS        |
| 1978 - 1979  | René Meylan                                                                            | PS         |
| 1979 - 1980  | Rémy Schläppy                                                                          | PS         |
| 1980 - 1981  | Jacques Béguin                                                                         | PPN        |
| 1981 - 1982  | André Brandt                                                                           | PRD        |
| 1983 - 1984  | Jacques Béguin                                                                         | PPN        |
| 1984 - 1985  | René Felber                                                                            | PS         |
| 1985 - 1986  | Jean Cavadini                                                                          | PLS        |
| 1986 - 1987  | André Brandt                                                                           | PRD        |
| 1987 - 1988  | Pierre Dubois                                                                          | PS         |
| 1988 - 1989  | Jean-Claude Jaggi                                                                      | PLS        |
| 1989 - 1990  | Jean Cavadini                                                                          | PLS        |
| 1990 - 1991  | Francis Matthey                                                                        | PS         |
| 1991 - 1992  | Pierre Dubois                                                                          | PS         |
| 1992 - 1993  | Michel von Wyss                                                                        | partijloos |
| 1993 - 1994  | Francis Matthey                                                                        | PS         |
| 1994 - 1995  | Pierre Hirschy                                                                         | PLS        |
| 1995 - 1996  | Pierre Dubois                                                                          | PS         |
| 1996 - 1997  | Maurice Jacot                                                                          | PRD        |
| 1997 - 1998  | Jean Guinand                                                                           | PLS        |
| 1998 - 1999  | Francis Matthey                                                                        | PS         |
| 1999 - 2000  | Pierre Hirschy                                                                         | PLS        |
| 2000 - 2001  | Thierry Béguin                                                                         | PRD        |
| 2001 - 2002  | Monika Dusong                                                                          | PS         |
| 2002 - 2003  | Pierre Hirschy                                                                         | PLS        |
| 2003 - 2004  | Thierry Béguin                                                                         | PRD        |
| 2004 - 2005  | Sylvie Perrinjaquet                                                                    | PLS        |
| 2005 - 2006  | Bernard Soguel                                                                         | PS         |
| 2006 - 2007  | Sylvie Perrinjaquet                                                                    | PLS        |
| 2007 - 2008  | Fernand Cuche                                                                          | Les Verts  |
| 2008 - heden | Roland Debély                                                                          | PRD        |

Afkortingen
- Les Verts - De Groenen (Parti écologiste suisse) - centrumlinks, ecologistisch
- PLS = Liberale Partij van Zwitserland (Parti libéral suisse) - centrumrechts, traditioneel liberaal
- PPN = Nationaal-Progressieve Partij (Parti progressiste national) - centrumrechts, regionalistisch (opgegaan in de PLS)
- PRD = Radicaal-Democratische Partij (Parti radical-démocratique)
- PS = Socialistische Partij (Parti socialiste suisse) - (centrum)links, sociaaldemocratisch
- Ral = Groepering (Ralliement) - centrumrechts, regionalistisch